# 斯凱萊特 (阿肯色州)
斯凱萊特（英語：Skylight）是位於美國阿肯色州華盛頓縣的一個非建制地區。該地的面積和人口皆未知。

## 地理
斯凱萊特的座標為34°50′42″N 94°23′40″W / 34.84500°N 94.39444°W，而該地的平均海拔高度為542米（即1778英尺）。